# Twitches
Twitches (bra: Twitches: As Bruxinhas Gêmeas) é um filme original do Disney Channel de 2005, dirigido por Stuart Gillard, baseado na série de livros homônima de H. B. Gilmour e Randi Reisfeld, publicada pela Scholastic Press. O filme é estrelado pelas irmãs gêmeas Tia Mowry e Tamera Mowry, e foi lançado no Disney Channel em 14 de outubro de 2005, como parte de um especial de Halloween do Disney Channel. Em 2007, o filme ganhou uma sequência intitulada Twitches Too.
No Brasil, o filme estreou pelo Disney Channel Brasil, também foi exibido em tv aberta pela Rede Globo, tanto o primeiro, como o segundo.

## Sinopse
Duas garotas bruxinhas são separadas uma da outra ao nascerem e adotadas por famílias diferentes. Quando completam 21 anos, elas se re-encontram e descobrem ter poderes mágicos. Depois de tudo esclarecido, as duas têm que se unir e usar seus poderes para salvar o lugar onde nasceram, onde ainda vive sua mãe verdadeira.

## Elenco
- Tia Mowry ...  Alexandra Nicole "Alex" Fielding ou Artemis DuBaer
- Tamera Mowry ... Camryn Elizabeth Barnes ou Apolla DuBaer
- Kristen Wilson ... Miranda DuBaer
- Patrick Fabian ... Thantos DuBaer
- Jennifer Robertson ... Eliana
- Pat Kelly ... Karsh
- Jessica Greco ... Lucinda
- Jackie Rosenbaum ... Beth Fish
- Arnold Pinnock ... David Barnes
- Karen Holness ... Emily Barnes
- Jessica Feliz ... Nicole
- David Ingram ... Aron

## Recepção
A noite de estreia teve mais de 7 milhões de espectadores, a maior audiência de um filme original do Disney Channel na época. O filme atraiu 21,5 milhões de espectadores em seus quatro primeiros fins de semana e foi o programa mais popular para a TV a cabo da semana.